# Большое Островное (озеро, Алтайский край)
Большо́е Островно́е — озеро в Мамонтовском районе Алтайского края РФ.
Озеро находится на высоте 206,3 м над уровнем моря. Площадь зеркала 28,6 км², средняя глубина 1,8 м, наибольшая глубина 5,6 м. Площадь водосборного бассейна 892 км². Берега большей частью низкие, заболоченные. Вдоль восточного берега тянется Касмалинский ленточный бор. Дно озера песчаное. На озере расположен один крупный остров — о. Берёзовый. Озеро соединено протокой с озером Малым Островным; из южной части вытекает река Касмала.
На берегу озера расположены села Мамонтово и Малые Бутырки. Ранее здесь действовал цех для переработки выловленной в озере рыбы; в 2017 году обсуждались планы по возобновлению его работы.
Код водного объекта в государственном водном реестре — 13010200511115200007086.